# 西原健一郎
西原 健一郎（にしはら けんいちろう Kenichiro Nishihara、1978年4月11日 - ）は、日本の作曲家、編曲家、選曲家、音楽プロデューサー、DJ。アンプライベート株式会社代表。

## 概要
1996年よりファッションを中心に幅広い分野の音楽で選曲・作曲・プロデュースを手掛け、現在も東京コレクション・パリ・コレクションといったショーをはじめ、GINZA SIX、エルメス銀座店内シャンパンバー等の店舗内サウンドディレクションを手掛けている。
自身の作品としては1st Album『Humming Jazz』(2008.12.19)が、Billboard JAPAN Jazz Artist of the Year 2009/優秀ジャズアーティスト賞にノミネートされる等、一躍シーンの中心に登場し、その後の作品も国内外にてヒットを記録。2018年にはデビュー10周年を迎え、ベストミックス&リミックスアルバム『Kaleidoscope Suite』をリリースし、JAZZを中心としたDJスタイルやバンドセットで国内外のイベントやフェスに数多く出演している。
2019年の2月にはアジアツアーを共にしたMichael KanekoをはじめSIRUP、MARTER、Sam Ock、Substantialなど国内外のアーティスト達をフィーチャリングしたNEW ALBUM『Elastic Afterwords』をリリースし、iTunesジャズチャートにてアルバム・ソング部門共に1位を獲得。
その他、企業ブランドとのタイアップ企画、アーティスト・アイドルのプロデュースなど多岐にわたるプロジェクト・作品で手腕を振るっている。
別名義"ESNO"のプロジェクトでは、ジャンルにとらわれない新たな音楽の可能性を追求し、2013年に女子高生ラッパーdaokoを迎えた最新シングル、ESNO「夕暮れパラレリズム feat. daoko」を発表。
2014年には新レーベル『Jazcrafts』（ジャズクラフト）を立ち上げる。“クラフト（工芸品）のように音楽をつくる”がコンセプトになっている。

## 来歴
高校2年生の時、藤原ヒロシのプロデュースするMILK BOYのファッションショーで音楽制作・ライブを行う。以降東京コレクション・パリコレクションなど国内外にて多岐にわたるショーやイベントで音楽ディレクションを担当しつつ、ウェブサイトやCMなどの音楽制作やサウンドインスタレーション、公共の報知音や環境音等の制作・プロデュースなど様々な分野にも音や音楽を提案提供を行なう。
高校生の時から約8年間、アパレルブランド「ヤブ・ヤム」のショウのBGMとして制作していた音楽を1枚のCDにまとめて出すことになり、それをNujabesがたまたま聴いて気に入ったことから、ギネス・レコーズの前身のトライブにて販売することとなる。
2007年、アンプライベート株式会社を設立。
2008年の春、テノーリオ・ジュニオールの「Nebulosa」のカバーを収録した7インチが渋谷・宇田川町界隈のレコード・ショップにて僅か2週間で限定の1000枚を完売し、話題となる。それまでソロ名義のオリジナル作品の発表は無かったが、1st Album「Humming Jazz」(2008.12.19)をリリースするきっかけは、その半年ほど前に細野晴臣から「アルバム作った方がいいよ」とアドバイスをもらったことだと話している。アルバムは異例のヒットを記録。Billboard JAPAN Jazz Artist of the Year 2009 / 優秀ジャズアーティスト賞にノミネートされる。
2010年には2nd Album「LIFE」を発表。その洗礼された楽曲は、日本のみならず韓国の配信サイトにてJ-POPチャート1位も獲得する。また、FolkloveシリーズやウィスキーTALISKERのコンセプトアルバムなど精力的にリリースを続ける。
2012年、3rd Album「Illuminus」、別名儀ESNOとして1st Album「Visionary」をリリース。
2013年、女子高生ラッパーdaokoをフィーチャリングした1st Digital Single「夕暮れパラレリズム feat.daoko」をリリース。カップリング曲は、KONAMIフットボールオールスターズ タイアップ曲の「Airy Batida」。KONAMIフットボールオールスターズのキャンペーンで制作された、サッカーに首ったけな女の子による日常系リフティングムービーは、「Zip」や「スッキリ」のテレビ番組に取りあげられるなど、注目を集めた。
2015年、4th Album「Jazzy Folklore」をリリースし、iTunesジャズランキング、アルバム・ソング共に1位を獲得。
2018年より中国を中心にアジアツアーを実施し、インディーズ日本人アーティストとしては異例の総動員数1万人超を記録している。
2019年 2月にはアジアツアーを共にしたMichael Kanekoをはじめ SIRUP、MARTER、Sam Ock、 Substantial など国内外のアーティスト達をフィーチャリ ングしたNEW ALBUM「Elastic Afterwords」を リリースし、iTunes ジャズチャートにてアルバム・ソング部門共に1位を獲得。

## 作品

### 『Kenichiro Nishihara』名義
- 「Humming Jazz」（2008年12月19日、UPRC-1） - JAN 4518575732159。
- 「LIFE」（2010年1月15日、UPRC-2） - JAN 4518575732784。
- 「Rugged Mystic Jazz for TALISKER」（2010年12月15日、VICL-63698） - JAN 4988002604739。
- 「Natural Relax presented by Folklove」（2011年9月7日、SCMD-1） - JAN 4580351345006。
- 「Illuminus」（2012年12月21日、UPRC-10） - JAN 4571386450124。
- 「Melancholic Jazz Moon BLK」Kenichiro Nishihara And The Jazcrafts名義（2013年5月15日、FAMC-91） - JAN 4935228130320。
- 「Jazzy Folklore」（2015年5月27日、UPRC-14） - JAN 4571386450285。
- 「Sincerely…」（2016年11月14日、UPRC-15） - JAN 4571386450292。
- 「Kaleidoscope Suite -Best Mix and Remix-」（2018年1月17日、UPRC-17） - JAN 4571386450322。
- 「Melancholic Jazz Moon BLKⅡ」Kenichiro Nishihara And The Jazcrafts名義（2013年5月15日、ITDC-114） - JAN 4582237839678。
- 「Elastic Afterwords」（2018年2月6日、UPRC-18） - JAN 4571386450339。
- 伊勢丹新宿店書き下ろしXmasソング「Merry Future」（2019年12月4日、UPRD-2）ダウンロード・ストリーミング配信のみ

### 『ESNO』名義
- 「Visionary」（2012年9月5日、SCMD-20） - JAN 4562368532129。
- 「夕暮れパラレリズム feat. daoko」（2013年7月31日） - シングル。
- 「Release」（2015年7月22日、FIRD-1） - JAN 4573205340036。

### ミックスCD
- 「Sound Remedy –Folklove- mixed by Kenichiro Nishihara」V.A.（2013年6月12日、SCMD-49） - JAN 4562368532419。
- 「Jazzistic Mix」（2014年3月7日、FRCD-234） - JAN 4518575102341。
- 「Jazzistic Mix for introducing!」Selected by Kenichiro Nishihara（2015年10月14日、FAMC-205） - JAN 4935228153480。

### アーティスト、アルバムプロデュース作品
- 「Celestial Beats selected by Kenichiro Nishihara」V.A.（2011年5月13日、UPRC-8） - JAN 4571386450070。
- 「Sweet Swing for HERSHEY’S」Sweet Swing（2011年10月19日、SCMD-2） - JAN 4580351345013。
- 「Cosmology」Tamala（2011年12月21日、SCMD-5） - JAN 4580351345068。
- 「Folklove –Heartbeat Suite-」V.A.（2012年4月11日、SCMD-10） - JAN 4562368532013。
- 「TOKYO CAFÉ FREAK -Jazz Flavor-」TOKYO CAFÉ FREAK（2012年5月30日、SCMD-12） - JAN 4562368532037。
- 「FIRST IMPRESSIONS」FIRST IMPRESSIONS（2013年1月16日、SCMD-30） - JAN 4562368532228。
- 「Relax and Smooth presented by Folklove」 re:plus（2013年1月23日、SCMD-31） - JAN 4562368532235。
- 「Trace The Roots」DJ Ryow a.k.a. Smooth Current（2014年7月25日、UPRC-13） - JAN 4571386450254。
- 「GINZA SIX meets LoFi Hiphop」シリーズ（2020年6月17日）サブスクリプション配信のみ。

### リミックス
- BRON-K x Loptimist ”Guilty Luv (Kenichiro Nishihara Remix) ”
- さかいゆう ”確信MAYBE (Kenichiro Nishihara Remix)”
- phin ”bright stars (Kenichiro Nishihara Remix) feat. Shel Bee”
- ONEPIXCEL "Go My Way (Kenichiro Nishihara Remix)"

### その他、参加作品
- DJちえみ 「MOA MOA LOVE - EP」収録曲 "Love Calculator feat. acharu&TAKUMA THE GREAT"／作編曲
- BRON-K 「松風」収録曲 ”ムカエニイクヨ”／作編曲
- lyrical school
  - アルバム「SPOT」収録曲 ”CAR”／作編曲
  - メジャー1stフルアルバム「guidebook」収録 "リリシスト"／編曲
- 963
  - デビュー曲 "夢?幻?ドロップス"／作編曲
  - 1stアルバム収録 "ストロー"、”今、キミとなないろ”、”NEW”、”イノセントワールド”／作編曲
  - 2ndアルバム『tick tock』収録 "信号機の赤"、"あれは突然の眩しい光"、”アイマイビーユアガール”、”再逢い”／作編曲
  - 前田鮎花（「BAKUMATSU★爆誕」名義）"BAKUMATSU" ／作編曲
- TVアニメ「W’z」オリジナル・サウンドトラック "Etude in Brown" ／作編曲
- ずっと真夜中でいいのに。 1stアルバム『潜潜話』収録 “脳裏上のクラッカー”、 ”居眠り遠征隊”／編曲
- SHE IS SUMMER 2ndアルバム『WAVE MOTION』収録 "希望の街"／作編曲
- YoungGee "暖风"／作編曲
- 早見沙織 2nd ミニアルバム『シスターシティーズ』先行シングル ”yoso”／作編曲

### インタビュー
- 【HMV インタビュー】 Kenichiro Nishihara - HMV ONLINE 2012年12月20日閲覧
- 【Rock-oN People of Soundインタビュー】 - Rock-oN 2012年8月30日閲覧